# Klemens Hallmann
Klemens Hallmann (* 24. März 1976 in Wien) ist ein österreichischer Unternehmer und Filmproduzent. Er ist Gründer und Eigentümer der Hallmann Corporate Group.

## Leben und Wirken
Hallmann wurde 1976 in Wien geboren. Er stammt „aus einfachen Verhältnissen“ und wuchs im 4. Bezirk auf. Mit 17 machte er einen Abschluss an einer privaten kaufmännischen Informatikschule und gründete anschließend ein Handelsunternehmen für Computerteile. Seine erste Immobilie erwarb er mit 19 Jahren. Im folgenden Jahr gründete er ein Immobilienverwertungsunternehmen.
Die daraus entstandene Unternehmensgruppe beinhaltet internationale Unternehmen und Unternehmensbeteiligungen aus den Branchen Immobilien, Finanzdienstleistung, IT und Film. Mit der 2018 vollständig erworbenen Süba AG betreibt Hallmann Wohn-, Büro- und Gewerbebau.  Das Unternehmen musste im April 2025 Insolvenz anmelden. Zudem ist er als Filmproduzent tätig und hält wesentliche Anteile an MagForce, wo er auch Aufsichtsratsmitglied ist. Über das Unternehmen wurde im Oktober 2022 das Insolvenzverfahren eröffnet. Auch am Finanzstrukturvertrieb JDC Group ist er beteiligt.
Mit seiner Unternehmensgruppe sponsert er seit 2018 die internationale Klimakonferenz Austrian World Summit–The Schwarzenegger Climate Initiative. Die Hallmann Holding ist unter anderem Hauptsponsor des Europäischen Kulturpreises Taurus. Außerdem unterstützt Hallmann als Hauptsponsor den Sportverein Sportunion Mauer in Liesing (Wien) sowie seit 2015 den Basketballverein BC Vienna. Er ist Namensgeber der Veranstaltungshalle Hallmann-Dome, in der der Verein spielt.
2019 heiratete er Barbara Meier, mit der er seit 2016 liiert ist und mit der er zwei Töchter hat. Sein Vermögen belief sich nach Schätzungen auf 1,5 Milliarden Euro, womit er zu den 100 reichsten Österreichern zählte. Im August 2025 meldete er Privatkonkurs an.

## Filmografie (Auswahl)
- 2013: Der Teufelsgeiger (Assoziierter Produzent)
- 2014: Hectors Reise oder die Suche nach dem Glück (Ausführender Produzent)
- 2014: Big Game (Assoziierter Produzent)
- 2014: Coming In (Ausführender Produzent)
- 2015: 3 Türken und ein Baby (Ausführender Produzent)
- 2015: Frankenstein – Das Experiment (Produzent)
- 2018: Siberia – Tödliche Nähe (Ausführender Produzent)
- 2019: Dem Horizont so nah (Ausführender Produzent)
- 2019: Auerhaus (Ausführender Produzent)
- 2020: Resistance – Widerstand (Ausführender Produzent)
- 2021: Generation Beziehungsunfähig (Ausführender Produzent)
- 2021: Army of Thieves (Ausführender Produzent)
- 2022: Der Onkel – The Hawk (Produzent)
- 2022: Die Geschichte der Menschheit – leicht gekürzt (Ausführender Produzent)
- 2022: Schächten (Produzent)
- 2022: Oskars Kleid (Ausführender Produzent)[12][25]

## Auszeichnungen
- 2018: Kommandeurkreuz Pro Merito Melitensi des Malteserordens[26]
- 2019: Verdienstmedaille des Österreichischen Roten Kreuzes[26]
- 2022: Große Ehrenzeichen für Verdienste um die Republik Österreich[27]
- 2022: Ehrensenator der Technischen Universität Wien[28]
- 2022: Silbernes Verdienstkreuz des Orden des Heiligen Georg[29]